# Laurence Deonna

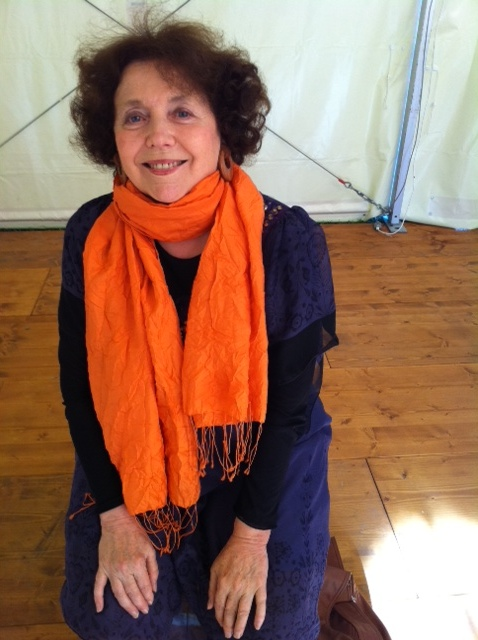
Laurence Deonna in Jordanien, 2004

Laurence Deonna (* 29. Januar 1937 in Genf; † 2. August 2023 ebenda) war eine Schweizer Journalistin, Schriftstellerin, Fotografin und Kriegsberichterstatterin im Nahen Osten.

## Leben und Wirken
Laurence Deonna, 1937 in Genf geboren, war die Tochter des Ökonomen und Politikers Raymond Deonna, der den Vorstand des ehemaligen Journal de Genève leitete, und von Anne-Marie Vernet-Faesch, die wie ihr Ehemann aus dem Genfer protestantischen Grossbürgertum stammte. Sie verliess 1950 die Schule vor dem Abitur, besuchte die Kunstakademie in Bath und kehrte später nach Genf zurück, um in einer Kunstgalerie zu arbeiten. Zwischen 1961 und 1963 war sie für kurze Zeit verheiratet.
Laurence Deonna wurde in den späten 1960er Jahren zu einer gefeierten Kriegsberichterstatterin im Nahen Osten. 1967 wurde sie eingeladen, über den Sechstagekrieg zu berichten, und begann eine lange Karriere als Journalistin im Nahen Osten, wo sie sich besonders für das Leben arabischer Frauen interessierte. Da sie erkannte, dass Bücher einen nachhaltigeren Weg der ausführlichen Berichterstattung boten als Zeitungen, veröffentlichte sie in den folgenden 40 Jahren viele längere Berichte über ihre Auslandsreisen. Diese wurden häufig mit ihren Fotografien illustriert.
Ihre Arbeiten konzentrierten sich nicht nur auf Frauen, sondern zeigten auch ihre Überzeugung, dass viele Probleme der Welt gelöst werden könnten, wenn man sich mehr um den Frieden bemühen würde. 1987 wurde sie aufgrund ihrer Artikel, Bücher und Fotografien zur Förderung der Völkerverständigung und zur Verbesserung der Stellung der Frau mit dem UNESCO-Preis für Friedenserziehung ausgezeichnet. In der Schweiz war sie eine starke Befürworterin des 1989 (erfolglosen) Referendums zur Abschaffung der Schweizer Armee. Ihre Rolle als Frauenrechtlerin lässt sich an dem zentralen Platz ablesen, den sie den Frauen in all ihren Schriften einräumt.
Sie starb am 2. August 2023 im Alter von 86 Jahren in Genf.

## Schriften (Auszug)

### Französisch
- Moyen-Orient – femmes du combat, de la terre et du sable. Labor et Fides, Geneva 1970.
- Le Yémen que j’ai vu. 24 Heures, Lausanne 1982.
- Yémen. Arthaud, Paris 1983.
- La guerre à deux voix. Témoignages de "femmes ennemies". Le Centurion, Paris / Labor et Fides, Geneva 1986.
- Syriens, Syriennes (1992–1994). Zoé, Geneva 1986.
- Persianeries – Reportages dans l’Iran des mollahs (1985–1998). Zoé, Genève 1998.
- Kazakhstan – Bourlinguer en Asie centrale post-communiste. Zoé, Geneva 2001

### Englisch
- On Persian roads: glimpses of revolutionary Iran, 1985–1998. Passeggiata Press, Pueblo, Colo 1999, ISBN 1-57889-088-8.
- Syrians – a travelogue (1992–1994). Passeggiata Press, Pueblo, Colo 1997, ISBN 1-57889-040-3.
- Yemen. Three Continents Press, Boulder, Colo 1991, ISBN 0-89410-710-0.
- Travels through Kazakhstan: after the fall of the Soviet Empire. Athena Press, London 2010, ISBN 978-1-84748-695-0.